# Civil War: Young Avengers & Runaways
Civil War: Young Avengers & Runaways (em português: Guerra Civil: Jovens Vingadores/Fugitivos) é uma série limitada publicada pela editora americana Marvel Comics. Em Portugal e no Brasil, foi publicada pela editora Panini Comics, na revista mensal Avante, Vingadores!. Os acontecimentos da revista são decorrentes do evento Guerra Civil.

## História
Em Los Angeles, os Fugitivos não tinham a menor noção de que a Guerra Civil havia explodido e que todos os super-seres deveriam se registrar. Quando ajudaram uns soldados a pegarem um vilão, foram surpreendidos por uma tropa que queriam pegá-los. Eles pensaram que havia sido um mal entendido mas na verdade estavam querendo levá-los para se registrarem. Victor foi atingido e eles tiveram que fugir.
Longe dali, os Jovens Vingadores, que estavam do lado do Capitão América, assistiam o que acontecia em Los Angeles e decidiram, sem permissão, irem ao encontro dos Fugitivos. Naquele mesmo momento, os Fugitivos assistiam a um documentário e descobriam porque foram atacados. Molly saiu e foi andar depois de ter discutido com Chase. Neste momento, ela deu de cara com os Jovens Vingadores. Lembrando do noticiário e pensando que eles eram do mal, a pequena lançou um carro em cima deles. Ela foi nocauteada e os Jovens Vingadores entraram na fortaleza dos Filhos do Orgulho. Visão e Victor entraram em um tipo de curto-circuito quando se encontraram. Eles são filhos de um mesmo pai: Ultron.
A luta continuou até que Patriota e Nico decidiram para com aquilo e sentar e conversar. Foi aí que Noh-Varr, mandado para capturar os jovens heróis, apareceu (utilizando o codinome Marvel Boy) e disse para eles se renderem.